# Chêne-Bernard
Chêne-Bernard è un comune francese di 72 abitanti situato nel dipartimento del Giura nella regione della Borgogna-Franca Contea.

## Società

### Evoluzione demografica
Abitanti censiti